# Jonathan Erdmann
Jonathan Erdmann (Potsdam, 12 de marzo de 1988) es un deportista alemán que compitió en voleibol, en la modalidad de playa.
Ganó una medalla de bronce en el Campeonato Mundial de Vóley Playa de 2013 y una medalla de plata en el Campeonato Europeo de Vóley Playa de 2011.

## Palmarés internacional
| Campeonato Mundial | Campeonato Mundial       | Campeonato Mundial | Campeonato Mundial |
| Año                | Lugar                    | Medalla            | Pareja             |
| ------------------ | ------------------------ | ------------------ | ------------------ |
| 2013               | Stare Jabłonki (Polonia) | Medalla de bronce  | Kay Matysik        |
| Campeonato Europeo |                          |                    |                    |
| Año                | Lugar                    | Medalla            | Pareja             |
| 2011               | Kristiansand (Noruega)   | Medalla de plata   | Kay Matysik        |